# Liliyana Natsir
Liliyana Natsir   (Manado, 9 de setembre de 1985) és una esportista d'Indonèsia que competeix en bàdminton en la categoria de dobles. Quatre cops campiona del mon en dobles mixtos, en els Jocs Olímpics d'Estiu de 2016 celebrats a Rio de Janeiro (Brasil) va aconseguir, novament al costat de Tontowi Ahmad, la medalla d'or.

## Palmarès
| Jocs Olímpics     | Jocs Olímpics          | Jocs Olímpics   |
| ----------------- | ---------------------- | --------------- |
| Or                | 2016 Rio de Janeiro    | Dobles mixtos   |
| Argent            | 2008 Pequín            | Dobles mixtos   |
| Campionat del Món |                        |                 |
| 1                 | 2005 Anaheim           | Dobles mixtos   |
| 1                 | 2007 Kuala Lumpur      | Dobles mixtos   |
| 2                 | 2009 Hyderabad         | Dobles mixtos   |
| 3                 | 2011 Londres           | Dobles mixtos   |
| 1                 | 2013 Guangzhou         | Dobles mixtos   |
| 3                 | 2015 Jakarta           | Dobles mixtos   |
| 1                 | 2017 Glasgow           | Dobles mixtos   |
| Copa del Món      |                        |                 |
| 2                 | 2005 Yiyang            | Dobles mixtos   |
| 1                 | 2006 Yiyang            | Dobles mixtos   |
| Jocs Asiàtics     |                        |                 |
| 3                 | 2010 Guangzhou         | Equip femení    |
| 2                 | 2014 Incheon           | Dobles mixtos   |
| 3                 | 2018 Jakarta–Palembang | Dobles mixtos   |
| 3                 | 2018 Jakarta–Palembang | Equip femení    |
| Campionat d'Àsia  |                        |                 |
| 1                 | 2006 Johor Bahru       | Dobles mixtos   |
| 2                 | 2008 Johor Bahru       | Dobles mixtos   |
| 3                 | 2008 Johor Bahru       | Dobles femenins |
| 3                 | 2010 Nova Delhi        | Dobles mixtos   |
| 1                 | 2015 Wuhan             | Dobles mixtos   |
| 2                 | 2016 Wuhan             | Dobles mixtos   |
| 2                 | 2018 Wuhan             | Dobles mixtos   |